# Чепик, Василий Прокофьевич
Василий Прокофьевич Чепик (1 мая 1924 года, Чуйковка — 28 октября 2010 года) — автоматчик мотострелкового батальона 19-й гвардейской механизированной бригады 8-го гвардейского механизированного корпуса 1-й гвардейской танковой армии 1-го Белорусского фронта, гвардии младший сержант.

## Биография
Родился 1 мая 1924 года в селе Чуйковка Ямпольского района (ныне в Сумской области) в крестьянской семье. Украинец. Учился в Киевском железнодорожном техникуме. С мая по декабрь 1943 года воевал с гитлеровцами в партизанском отряде.
В Красной Армии с января 1944 года. На фронте в Великую Отечественную войну с сентября 1944 года.
Автоматчик мотострелкового батальона 19-й гвардейской механизированной бригады гвардии младший сержант Василий Чепик 11 февраля 1945 года в бою у населённого пункта Белилинаец в числе первых ворвался во вражескую траншею и сразил шесть вражеских солдат. За мужество и отвагу, проявленные в боях, 5 апреля 1945 года гвардии младший сержант Чепик Василий Прокофьевич награждён орденом Славы 3-й степени.
12 февраля 1945 года при форсировании реки Одер автоматчик мотострелкового батальона 19-й гвардейской механизированной бригады В. П. Чепик уничтожил около десяти вражеских солдат и вместе с другими бойцами прочно удерживал захваченный рубеж до подхода основных сил механизированной бригады. За мужество и отвагу, проявленные в боях, 9 мая 1945 года гвардии младший сержант Чепик Василий Прокофьевич повторно награждён орденом Славы 3-й степени.
В боях за населённый пункт Кёпеник 23 апреля 1945 года гвардии младший сержант В. П. Чепик подобрался к вражескому самоходному орудию и уничтожил его фаустпатроном. На улицах столицы вражеской Германии — города Берлин автоматчик мотострелкового батальона 19-й гвардейской механизированной бригады Василий Чепик под кинжальным огнём пробился к дому, где засел противник, и автоматным огнём истребил девять вражеских солдат и четверых взял в плен. За мужество и отвагу, проявленные в боях, 6 ноября 1945 года гвардии младший сержант Чепик Василий Прокофьевич награждён орденом Славы 2-й степени.
Приказом министра обороны Украины от 8 мая 1993 года № 180 за образцовое выполнение заданий командования в боях с немецко-вражескими захватчиками гвардии сержант в отставке Чепик Василий Прокофьевич перенаграждён орденом Славы 1-й степени, став полным кавалером ордена Славы. Награда вручена в декабре 1993 года в Симферополе.
В 1948 году В. П. Чепик уволен в запас. В 1950 году окончил школу профсоюзного движения в Москве. В 1961 году приехал в Крым на строительство Северо-Крымского канала. Жил в городе Симферополь. До выхода на пенсию работал начальником отдела в тресте «Юждорстрой». Являлся заместителем председателя Крымского отделения Украинского общества «Слава», председателем секции Героев Советского Союза Симферополя. Умер 28 октября 2010 года.
Капитан. Награждён орденами Отечественной войны 1-й степени, Славы 1-й, 2-й и 3-й степени, медалями «За освобождение Варшавы», «За взятие Кенигсберга», «За взятие Берлина», «За спасение утопающих», другими медалями.